# Cape Moreton
Cape Moreton är en udde i Australien. Den ligger i delstaten Queensland, omkring 65 kilometer nordost om delstatshuvudstaden Brisbane. Cape Moreton ligger på ön Moreton Island.
Trakten är glest befolkad. Det finns inga samhällen i närheten. 
Savannklimat råder i trakten. Genomsnittlig årsnederbörd är 1 498 millimeter. Den regnigaste månaden är januari, med i genomsnitt 279 mm nederbörd, och den torraste är oktober, med 22 mm nederbörd.